# Богоявленский собор (Усмань)
Богоявленский собор — православный храм Липецкой епархии. Расположен в городе Усмань Усманского района Липецкой области по адресу: ул. Вельяминова, 20а.
Крепость Усмань была построена в 1645 году; к тому же времени относятся первые упоминания о деревянной церкви на Базарной площади. В 1790-х годах построили каменную соборную Богоявленскую церковь. Это было первое кирпичное здание Усмани. Церковь была перестроена в 1812 году.
Храм был снесён в 1930-е годы. Летом 2000 г. с благословения митрополита Воронежского и Липецкого Мефодия началось возрождение храма.

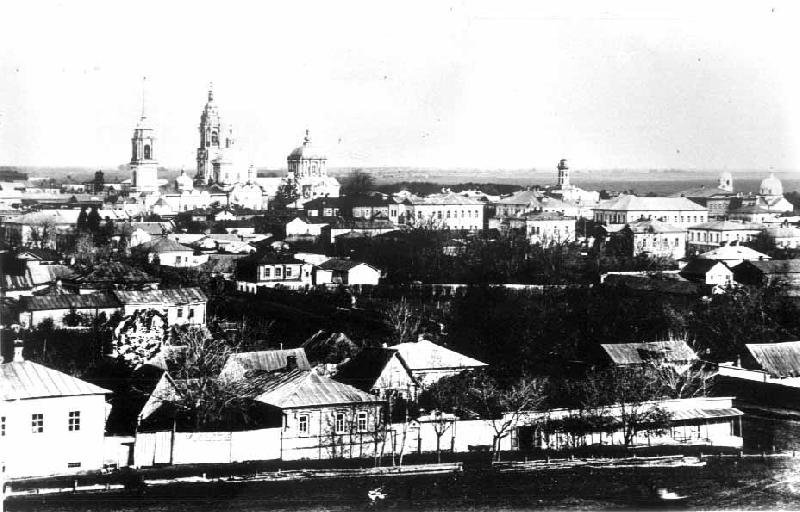
Панорама Усмани конца XIX - начала XX века
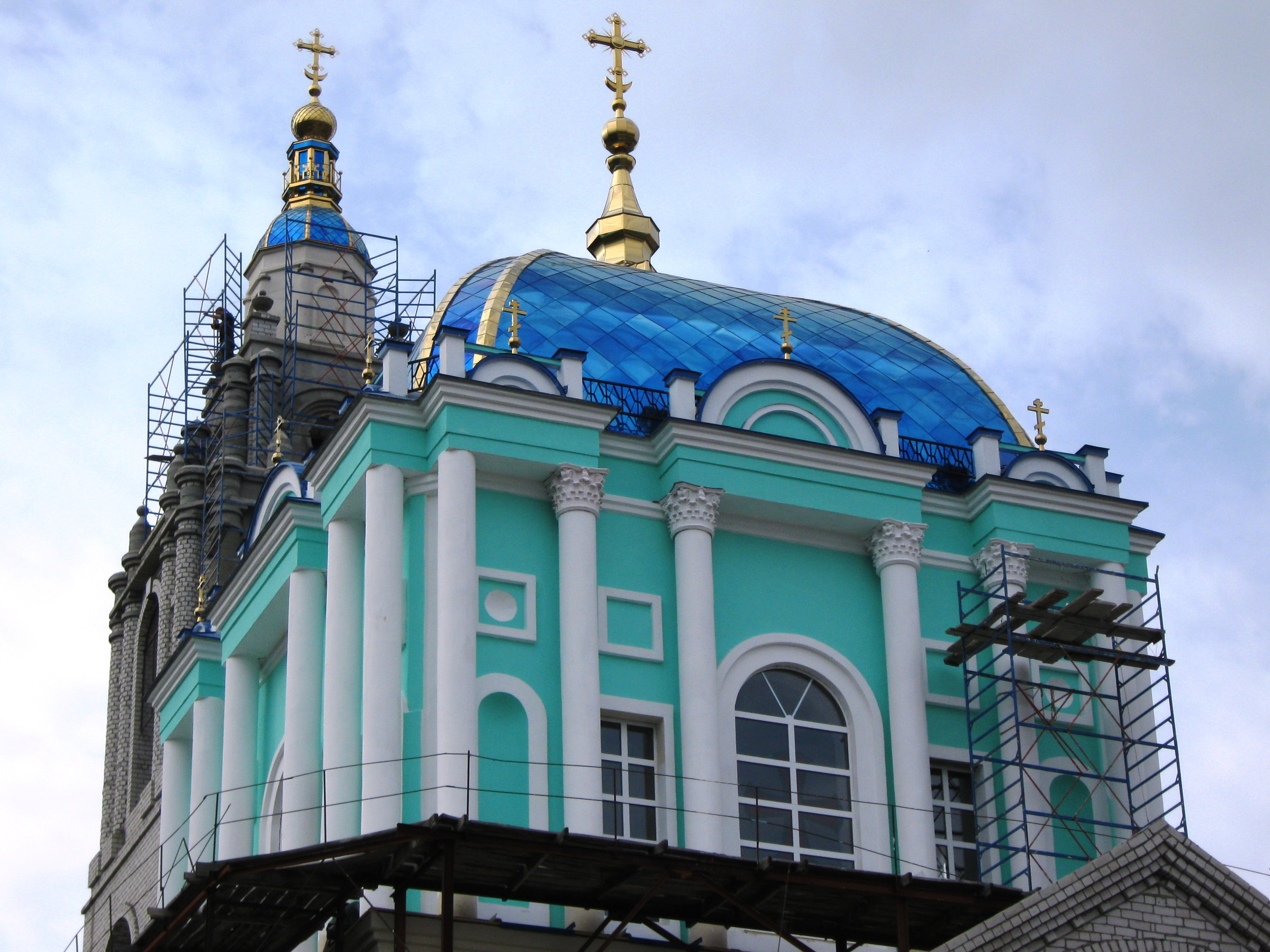
Строящийся храм в 2011 году
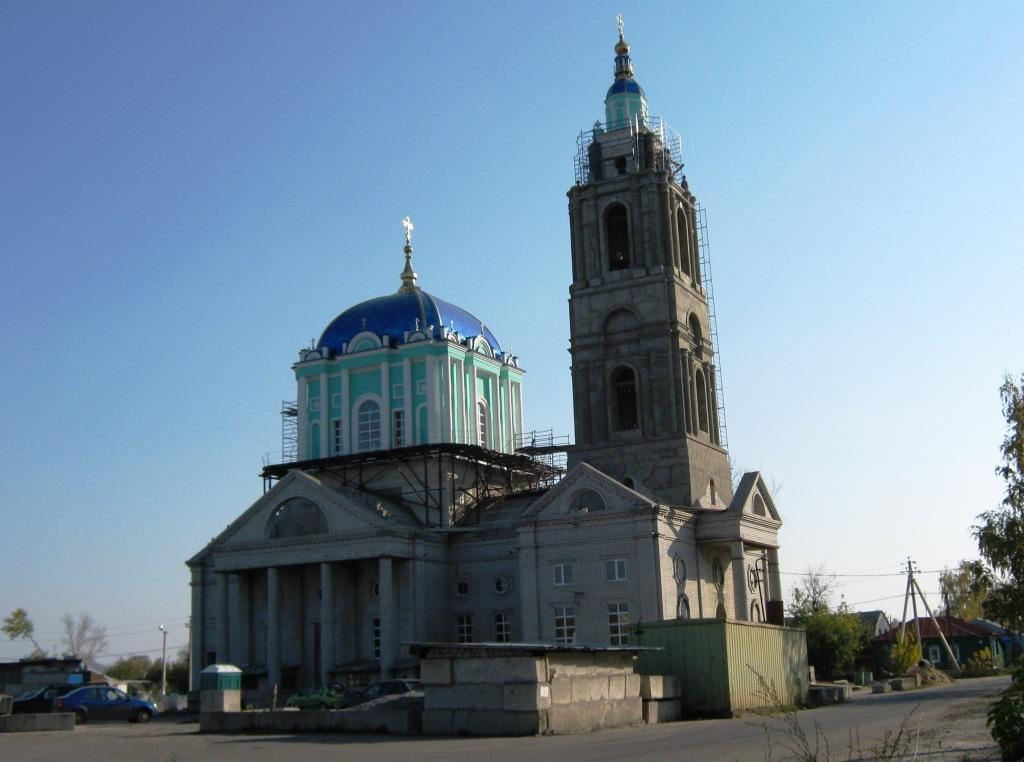